# Amorpha
Amorpha L. (Salcâm mic) este un gen de plante orginar din America de Nord și Mexic cuprinzând circa 13 specii de arbuști erecți, rezistenți la secetă.

## Specii
Cuprinde circa 13 specii:
- Amorpha californica
- Amorpha canescens
- Amorpha fruticosa
- Amorpha georgiana
- Amorpha glabra
- Amorpha herbacea
- Amorpha laevigata
- Amorpha nana
- Amorpha nitens
- Amorpha ouachitensis
- Amorpha paniculata
- Amorpha roemeriana
- Amorpha schwerinii